# Saurauia pustulata
Saurauia pustulata là một loài thực vật thuộc họ Actinidiaceae. Nó là loài đặc hữu của México.